# Адизька діаспора
Адизька діаспора — спільнота адигів, яка існує та розвивається за межами свого материнського регіону, Адигеї.
Поява адизької діаспори в різних країнах світу стала можливою завдяки масовому примусовому виселенню адигів (мухаджирство) до Османської імперії. З 1763 адизькі племена вели збройну боротьбу проти Російської імперії, яка закінчилась в 1864 завдяки застосуванню генералом М. І. Євдокимовим тактики випаленої землі. Після цього більша частина черкесів була переселена в Османську імперію.
На сьогодні представники адизької діаспори проживають у більш ніж 50 країн світу. Найбільше адигів знаходиться в Туреччині; деякі джерела називають цифру в 3 мільйони чоловік, інші — 4 мільйони.